# Копіюватська сільська рада (Канівський район)
Копіюва́тська сільська́ ра́да — адміністративно-територіальна одиниця та орган місцевого самоврядування в Канівському районі Черкаської області. Адміністративний центр — село Копіювата.

## Загальні відомості
- Населення ради: 408 осіб (станом на 2001 рік)

## Населені пункти
Сільській раді підпорядковані населені пункти:
- с. Копіювата
- с-ще Копіювате

## Склад ради
Рада складається з 12 депутатів та голови.
- Голова ради: Загородній Володимир Васильович
- Секретар ради: Зуб Тетяна Іванівна

### Керівний склад попередніх скликань
| Прізвище, ім'я, по батькові     | Основні відомості                                                         | Дата обрання | Дата звільнення |
| ------------------------------- | ------------------------------------------------------------------------- | ------------ | --------------- |
| Загородній Володимир Васильович | Сільський голова, 1963 року народження, освіта вища, член Народної партії | 26.03.2006   | 31.10.2010      |
| Загородній Володимир Васильович | Сільський голова, 1963 року народження, освіта вища, член Партії регіонів | 31.10.2010   |                 |

Примітка: таблиця складена за даними сайту Верховної Ради України

### Депутати
За результатами місцевих виборів 2010 року депутатами ради стали:

#### За суб'єктами висування
| Суб'єкт висування | Кількість обраних депутатів | %   |
| ----------------- | --------------------------- | --- |
| Самовисування     | 12                          | 100 |

#### За округами
| № округу | Прізвище, ім'я, по батькові  | Дата визнання обраним | Освіта             | Партійна приналежність | Відомості про обраного депутата             |
| -------- | ---------------------------- | --------------------- | ------------------ | ---------------------- | ------------------------------------------- |
| 1        | Загородня Людмила Миколаївна | 04.11.2010            | середня            | член Партії регіонів   | тимчасово не працює                         |
| 2        | Друзяка Віктор Миколайович   | 04.11.2010            | середня спеціальна | член Партії регіонів   | тимчасово не працює                         |
| 3        | Будник Світлана Іванівна     | 04.11.2010            | середня спеціальна | член Партії регіонів   | землевпорядник                              |
| 4        | Зуб Тетяна Іванівна          | 04.11.2010            | середня спеціальна | член Партії регіонів   | Копіюватська с/р, секретар                  |
| 5        | Бойко Людмила Миколаївна     | 04.11.2010            | середня спеціальна | член Партії регіонів   | Копіюватський будинок культури, бібліотекар |
| 6        | Хижняк Надія Миколаївна      | 04.11.2010            | середня спеціальна | член Партії регіонів   | пенсіонер                                   |
| 7        | Лаба Петро Петрович          | 04.11.2010            | середня спеціальна | позапартійний          | Фермерське господарство, зав.складом        |
| 8        | Михайленко Василь Іванович   | 04.11.2010            | середня спеціальна | позапартійний          | пенсіонер                                   |
| 9        | Котляр Анатолій Миколайович  | 04.11.2010            | середня спеціальна | член Партії регіонів   | Фермерське господарство, тракторист         |
| 10       | Вельбівець Павло Степанович  | 04.11.2010            | середня спеціальна | позапартійний          | тимчасово не працює                         |
| 11       | Карпич Марина Кузьмівна      | 04.11.2010            | середня спеціальна | позапартійна           | Копіюватський будинок культури, директор    |
| 12       | Кріт Микола Михайлович       | 04.11.2010            | вища               | позапартійний          | тимчасово не працює                         |